# AT Волка
AT Волка (лат. AT Lupi) — одиночная переменная звезда в созвездии Волка на расстоянии (вычисленном из значения параллакса) приблизительно 11345 световых лет (около 3478 парсеков) от Солнца. Видимая звёздная величина звезды — от +15,8m до +14,7m.

## Характеристики
AT Волка — оранжевый гигант, пульсирующая переменная звезда типа RR Лиры (RR:) спектрального класса K. Радиус — около 32,7 солнечных, светимость — около 217,892 солнечных. Эффективная температура — около 3878 K.